# Ourauwhare (rivière)
La rivière Ourauwhare  est une rivière de la Région d’Auckland de l’Île du Nord de la Nouvelle-Zélande et un affluent de la rivière Kaipara. 

## Géographie
C’est un affluent de la rivière Kaipara qu’elle rencontre au sud de la ville d’Helensville.